# Chamaecrista belemii
Chamaecrista belemii är en ärtväxtart som först beskrevs av Howard Samuel Irwin och Rupert Charles Barneby, och fick sitt nu gällande namn av Howard Samuel Irwin och Rupert Charles Barneby. Chamaecrista belemii ingår i släktet Chamaecrista och familjen ärtväxter.

## Underarter
Arten delas in i följande underarter:
- C. b. belemii
- C. b. paludicola